# Dzieci wybiegły
Dzieci wybiegły (na starszych wydaniach albumu Dzieci) – utwór napisany przez Kubę Sienkiewicza w 1987, a wydany w 1993 na albumie Elektrycznych Gitar zatytułowanym A ty co.
W 1996 r. utwór pojawił się na pierwszym albumie koncertowym Elektrycznych Gitar, Chałtury. W 2000 roku został wydany na kolejnym albumie koncertowym, dołączonym w ramach promocji do albumu Słodka Maska. Po raz ostatni utwór został utrwalony w duecie z Małgorzatą Walewską, na albumie Antena z 2009 roku.
Utwór przez długi czas nie miał oficjalnego teledysku. W 1998 r., w filmie Mirosława Dembińskiego A ty co?, zawierającym refleksje na temat Polski schyłku XX wieku – z tłem piosenek Kuby Sienkiewicza – pojawił się obraz, który zaakceptował i uznał sam autor. W 2014 roku pojawił się oficjalny teledysk do piosenki. Okazją do realizacji było 25-lecie istnienia zespołu. Przy tej okazji zespół na nowo zarejestrował tę piosenkę. Teledysk zrealizował duet Jacek Nastał i Mateusz Pleskacz.

Ludzie w zbiorowości i publicznie mają skłonność do tworzenia fikcji i upiększania rzeczywistości. (...) Gdy pewne wartości tworzone przez człowieka przez wiele pokoleń podda się pod wątpliwość wszystkie jak lecą, to jest w tym pewna złośliwa satysfakcja – odreagowanie. W ten sposób uprawiam muzykoterapię.